# Estany de la Bova
Estany de la Bova är en sjö i Andorra. Den ligger i parroquian Escaldes-Engordany, i den sydöstra delen av landet. Estany de la Bova ligger 2 417 meter över havet.
Trakten runt Estany de la Bova består i huvudsak av kala bergstoppar och gräsmarker. Vattendraget Riu Madriu korsar sjön.